# Zurda Konducta
Zurda Konducta es un programa de televisión venezolano, transmitido en la señal del canal estatal Venezolana de Televisión (VTV) en horario Supervisado, con una línea de periodismo y denuncia.

## Antecedentes
Zurda Konducta sale al aire el 11 de abril de 2010, en su primera aparición, el programa estaba moderado por Oswaldo Rivero, Pedro Carvajalino, Fausto Castillo, Llafrancis Colina y Jorge Amorín, este último venía de acompañar a Mario Silva como colaborador del programa La Hojilla, programa que usaba para mostrar parte de su trabajo periodístico.
Este programa fue uno de los primeros creados, luego de La Hojilla, buscando abarcar un público juvenil, el cual no lograba captar el programa que conduce Mario Silva, por su carencia de humor y su excesiva crítica; además de llevar un poco el estilo de programas similares emitidos por Ávila TV, como lo fueron Caracas en Directo, Cara de Vidrio, entre otros.

## Formato y estilo
Este programa, dirigido a un target o público no mayor de 35 años viene con un estilo informal, humorístico, musical y con un periodismo de denuncia que nace como parte de la estrategia política comunicacional del gobierno de Hugo Chávez, estrategia que ha tenido una continuidad con el actual mandatario venezolano, Nicolás Maduro. 
Zurda Konducta, como todos los programas similares que han sido creados con un estilo irreverente y con el periodismo de denuncia política (inspirados en La Hojilla, CQC, La Teleletal, entre otros), realiza entrevistas a personajes políticos siguiendo un estilo que rompe con lo tradicional y con preguntas no convencionales. 

## Moderadores
Su actual moderación está en manos de Pedro Carvajalino, Oswaldo Rivero conocido como "Mango" o "Cabeza de Mango", Llafrancis Colina "La Negra" y Ricardo González, pero ha contado con otros moderadores como Fidel Madroñero y Jorge Amorin, los cuales abandonaron en su momento la televisión para hacer política. 

## Controversias y críticas
El programa, según algunos críticos carece de imparcialidad, objetividad y neutralidad, siendo totalmente parcializado pro-gobierno según la oposición política, ya que según su opinión, en este se muestra siempre aquella información perjudicial al adversario político.[cita requerida]
Desde sus inicios, el programa y sus moderadores, con su estilo directo e irreverente, han estado implicado en varios procesos legales de demanda por difamación e injuria proveniente de algunos políticos de oposición, tales como Ismael León o Freddy Guevara de Voluntad Popular (diputado de la Asamblea Nacional).
El más reciente es el de la cantautora venezolana Laura Guevara, que denunció en julio del 2017 el uso ilegal de su canción “Queremos vivir en paz”, por parte del equipo de programa de televisión Zurda Konducta.
También existe una queja que hiciese una agrupación musical venezolana, el ensamble Zurda Conducta, la cual expresó en un foro de VTV que consideraba una traición de ellos por el hurto o plagio del nombre Zurda Conducta, con base en una entrevista hecha a la agrupación antes del 2010, en un canal del estado.

“Zurda Konducta” plagio flagrante a Zurda Conducta; traición a los grupos de base, incongruencia con el concepto de lo que debe ser la Zurda Conducta. Simular que se presta apoyo, e invitar a un grupo musical a una entrevista, (Caracas en Directo Ávila TV, Enero 2009) para luego robar su nombre; esa no es una conducta zurda, es una deshonesta actitud de productor capitalista ávido de las ideas frescas de las que es incapaz, amparado en la legalidad y moralidad burguesa: Una conducta de derecha. 
Los de arriba, con todos los hierros pisoteando el trabajo de los de abajo para ascender peldaños en la farándula. Presentando como propio el trabajo creativo ajeno. Esas son el tipo de cosas que minan la confianza del pueblo, que debilitan la moral de la revolución, que atentan contra el proceso.

A su vez, en el programa se han hecho graves denuncias públicas respaldándose en vídeos, cuyo análisis crean aseveraciones previas a una investigación y generan una matriz de opinión perjudicial en torno a diversos casos, tal como en la muerte del joven Juan Pablo Pernalete durante las protestas de 2017.
En 2017, el presentador Pedro Carvajalino, llamó a los socorristas de la Cruz Verde como “grupo paramilitar” y los acusó de crear “falsos positivos” para afectar la imagen del gobierno de Nicolás Maduro. La Cruz Verde respondió con un comunicado difundido por organizaciones de derechos humanos, en el cual expresó “rechazo e indignación” por la acusación y advirtió que se ponía “en riesgo” un “trabajo voluntario que no distingue color político ni uniforme”.
También los moderadores se han visto implicados como responsables en irregularidades que desencadenan en violencia, tal como en el ataque a la Asamblea Nacional el 5 de julio de 2017, la cual terminó en violencia, donde "aparentemente" los grupos violentos que irrumpieron en el sitio eran dirigidos por Oswaldo Rivero "Mango".
Sin embargo, los moderadores también se han visto perjudicados por casos de agresión y delincuencia provenientes de grupos radicales, los cuales exacerbados en odio  y apelando a conductas irracionales, terminan atentando contra la integridad de más de uno de los miembros de este programa o incluso algún familiar de ellos, incluyendo una agresión a Oswaldo Rivero en la Asamblea Nacional en 2016 y una golpiza que recibió Pedro Carvajalino en Valencia, estado Carabobo, el 23 de septiembre de 2017.

## Invitados
Aunque no sea el punto fuerte del programa, o el mismo no está diseñado para ese fin, Zurda Konducta tiene a veces un segmento para invitados y este ha contado con diferentes tipos de personalidades, entre los que más destaca, Diosdado Cabello. 
Aun así, en el programa a diario se hace de forma irónica invitaciones a toda personalidad importante de la oposición y de la MUD, como María Corina Machado, la cual Pedro humorísticamente se atribuye como "novia", además de Henry Ramos Allup, Carlos Ocariz, y otros dirigentes políticos. Algunos que han asistido son: 
- Fidel Madroñero, como candidato
- Dame Pa' Matala, agrupación musical
- Diosdado Cabello, como diputado
- Robert Serra
- Los Tres, banda de rock chilena
- Sin Dirección, banda de rock venezolana
- Bersuit Vergarabat, grupo de rock argentino
- Boikot, Banda española de Rock

Entre otras personalidades importantes del país.